# Ligue de la Jeune République
De Ligue de la Jeune République JR, Nederlands: Liga van de Jonge Republiek, ook alleen de Ligue, was een politieke beweging in Frankrijk, die rooms-katholiek was georiënteerd. De beweging werd in 1912 door Marc Sangnier (1873-1950) opgericht. De Ligue was de opvolger van Le Sillon, die in 1905 eveneens door Sangier was opgericht.
De scheiding van kerk en staat in Frankrijk werd in 1905 met een wet geregeld. Eerst Le Sillon en daarna de Ligue waren er voorstander van de Rooms-Katholieke Kerk en de Franse overheid dichter tot elkaar te brengen. Het was de bedoeling de progressieve en republikeinse Katholieken een politiek thuis te bieden. Paus Pius X veroordeelde in 1910 Le Sillon, waarna Sangnier haar ontbond, maar de in 1912 opgerichte Ligue trad in de voetsporen van Le Sillon. Progressieve Katholieken traden tot deze beweging toe, die zich links van het centrum opstelde. De Ligue was voorstander van sociale hervormingen en stond een personalistisch socialisme voor en liet zich leiden door de sociale leer van de Rooms-Katholieke Kerk. Paus Leo XIII had die leer in 1891 in een encycliek uitgelegd, in de Rerum Novarum.
De beweging werd aan het begin van 1936 een politieke partij en noemde zich voortaan Parti de la Jeune République.
Voor de parlementsverkiezingen van mei 1936 sloot de Ligue zich bij de groep Gauche Indépendante GI aan, dat op haar beurt was aangesloten bij het linkse Volksfront. In de kabinetten-Chautemps voor het Volksfront en Blum was Philippe Serre namens GI/JR staatssecretaris van Arbeid (22 juni 1937 - 18 januari 1938 en  13 maart - 10 april 1938) en van Immigratie (10 januari - 13 maart 1938).
Charles de Gaulle was in de jaren 30 met leden van de Jeune République bevriend. De vier leden van de Jeune République spraken zich in juli 1944 tegen het regime van maarschalk Pétain uit.
Na de Tweede Wereldoorlog ging de Parti de la Jeune République in de christendemocratische Mouvement Républicain Populaire MRP op, maar sommige leden volgden deze verandering niet, bijvoorbeeld Serre werd lid van de socialistische SFIO en er waren er die zich later van de MRP af keerden. Abbé Pierre, die wel lid van de MRP was geweest, werd daarna nog wel lid van de Parti de la Jeune République.
De meeste leden, waaronder Jacques Delors, gingen in 1957 naar de Union de la Gauche Socialiste. De Ligue de la Jeune République verdween daarna stilaan uit de Franse politiek om er in de jaren 80 mee op te houden. 